# Starchitecte
Un ou une starchitecte est une personne qui jouit d'une grande notoriété dans le monde de l'architecture, et qui se voit élevée au statut d'icône culturelle, en raison d'un important succès auprès de ses pairs et de la critique. Le terme est un mot-valise regroupant « star » (au sens de « très connu ») et « architecte ». Cette célébrité est souvent due à un sens de l'innovation avant-gardiste. Les promoteurs immobiliers sont friands de ces architectes, dont la participation est garante d'une bonne valorisation financière de leurs projets et d'une meilleure image auprès de municipalités parfois réticentes. Une réalisation de starchitecte est souvent considérée comme iconique, et facilement repérable à l'endroit où elle se trouve. La popularité de ces œuvres étant sujette à l'attention que leur portent par les médias, elles peuvent au fil du temps perdre leur statut iconique, provoquant ainsi une baisse de prestige de leurs auteurs, qui perdent alors leur statut de starchitecte. On peut donc établir une liste des « ex-starchitectes ».

## L'effet Bilbao
La construction d'un bâtiment est souvent vue comme une source possible de profit. Le fait de se démarquer de son environnement est donc une source de valorisation potentielle de l'investissement. L'équilibre entre fonctionnalité et avant-gardisme a influencé beaucoup de promoteurs immobiliers. Par exemple, le promoteur et architecte John Portman s'aperçut que la construction d'hôtels gratte-ciel intégrant de grands atriums — ce qu'il fit dans plusieurs villes américaines au cours des années 1980 — était plus profitable que de tenter de maximiser l'usage de la surface au sol disponible.

### Post-modernisme et high-tech
Cependant, c'est la montée du mouvement postmoderne, dans les années 1970–80, qui fit naître l'idée que le statut de "star" pour un(e) architecte s'acquérait par un avant-gardisme lié à la culture populaire —une idée moquée par les partisans du mouvement moderne de l'avis des critiques postmodernistes comme Charles Jencks. Jencks rétorquait que le postmodernisme pouvait à la fois être compris et apprécié par le public, et recevoir « l'approbation des critiques». À cette époque, les starchitectes ne parvenaient donc que rarement à concrétiser leurs projets, qui restaient souvent de "l'architecture sur papier": irréalisables, mais figurant régulièrement dans la presse spécialisée, comme ce le cas pour les travaux de Léon Krier, Michael Graves, Aldo Rossi, Robert A. M. Stern, Hans Hollein, et James Stirling. Avec le déclin du postmodernisme, son avant-garde, négativement associée au vernaculaire et au traditionalisme, perdit sa popularité au profit de l'avant-gardisme moderne.
Cependant, une facette "high-tech" du modernisme subsistait aux côtés d'un post-modernisme régressif sur le plan formel; elle se démarque par un goût prononcé pour les prouesses d'ingénierie technique. Cette virtuosité technologique se retrouve à l'époque dans les œuvres de Norman Foster, Renzo Piano, et Richard Rogers, ces deux derniers ayant conçu le controversé Centre Pompidou à Paris en 1977, qui atteint cependant une reconnaissance internationale. Cette mouvance high-tech montra qu'une esthétique industrielle, caractérisée par une ingénierie efficace et un style cru, pouvait plaire au public. On retrouva ce même goût dans le déconstructivisme, à travers l'utilisation de grillages, de contreplaqué, et d'autres matériaux industriels dans la conception de bâtiments résidentiels et commerciaux. Le plus fervent adepte de ce style, du moins pendant les années 1970, est l'architecte désormais internationalement reconnu Franck Gehry, dont la résidence à Santa Monica, en Californie, en est un parfait exemple.

### «Effet waouh» et architecture
À l'aube du XXIe siècle, l'expansion urbaine rapide fit prédire aux économistes que la globalisation et la puissance des multinationales déséquilibrerait le rapport de force entre États et cités en faveur de ces dernières. On assisterait donc à une lutte entre les villes pour accueillir les activités modernes les plus lucratives, activités qui, de façon de plus en plus nette en Europe occidentale et aux États-Unis, ne comprenaient plus l'industrie. Les villes se démarqueraient alors en se "réinventant", chacune valorisant sa propre culture. Les municipalités et les organisations sans but lucratif voient alors l'emploi de starchitectes comme un moyen d'attirer l'attention sur une ville. Le succès, tant populaire que critique, du musée Guggenheim à Bilbao, en Espagne, conçu par Frank Gehry, apporta un prestige et un essor financier notables à la ville dont l'économie déclinait. Les médias commencèrent alors à parler « d'Effet Bilbao » : un monument remarquable d'un architecte prestigieux permettrait à une ville de développer une identité propre, reconnaissable par tous. On trouve d'autres exemples dans l'Imperial War Museum North (Trafford, 2002), le musée d'art contemporain "Kiasma" (Helsinki, 1998), et la bibliothèque centrale de Seattle (Seattle, 2004).
L'origine de l'expression « effet waouh » appliquée au domaine de l'architecture est indéterminée, mais depuis la fin des années 1990, c'est une expression utilisée dans la gestion des entreprises, tant en Angleterre qu'aux États-Unis, promouvant un style avant-gardiste dans le cadre d'une régénération urbaine. Cet effet a même fait l'objet de travaux scientifiques : des recherches visant à mesurer « l'effet sur l'esprit et les sens » ont été menées en Angleterre. En 2000, des chercheurs de l'université du Sussex demandèrent à des architectes, des clients et des utilisateurs d'évaluer l'effet "sur l'état d'esprit et les sens" d'un bâtiment avant-gardiste déterminé, en répondant à des questions comme « Que penseraient les passants de ce bâtiment? » ou « Constitue-t-il un lieu de rassemblement pour la communauté? ». Le but était d'établir une « métrique du bonheur » suscité par un tel ouvrage. 
d'une innovation architecturale sur la "santé" d'une ville ont été menées en Angleterre. À l'université du Sussex, en 2000, il fut demandé à des groupes d'intéressés (architectes, clients, et utilisateurs finaux) de réfléchir à l'effet "sur l'état d'esprit et les sens" que pourrait avoir un nouveau bâtiment avant-gardiste. Le but était d'établir une "métrique du bonheur" suscité par un tel ouvrage; les participants étaient encouragés à se demander "Que penseraient les passants de ce bâtiment?", ou encore "Constitue-t-il un lieu de rassemblement pour la communauté?" Le Design Quality Indicator fut ainsi conçu par le Conseil de l'Industrie de la Construction anglais, dans le but de fournir aux entrepreneurs immobiliers un outil permettant d'évaluer l'« effet waouh » d'un projet, en plus des métriques traditionnelles liées au coût et au fonctionnel.
Cette expression fut également reprise par des critiques américains en architecture, comme ce fut le cas au New York Times avec Herbert Mushamp et Nicolai Ouroussof, affirmant que la ville de New York se devait de se transformer "radicalement" à travers de nouvelles formes de tours. Prenant l'exemple du nouveau gratte-ciel conçu par Santiago Calatrava au 80 South Street, au pied du pont de Brooklyn, Ouroussof relève que ces appartements sont conçus comme des refuges urbains indépendants, des objets de prestige à 30,000,000 $ destinés à l'élite: "S'ils diffèrent par leur esprit des anciens Manoirs des Vanderbilt (en), ils promettent pourtant d'être plus voyants encore. Ce sont des paradis pour les esthètes."

## Le statut des architectes à travers l'histoire

### Renaissance: l'architecte reconnu comme artiste
L'idée d'associer célébrité et architecte n'est pas nouvelle: c'est à la Renaissance que l'on commence à reconnaître le travail des architectes, et des autres artistes, tendance qui n'a cessé de se développer depuis lors. Avant l'époque moderne, en Occident, les artistes travaillaient généralement sous l'égide d'un mécène (souvent des dignitaires de l'Église ou des personnages de haut rang) et leur réputation était parfois telle qu'elle leur permettait de vendre leurs services, à plusieurs protecteurs. L'une des premières traces écrites de ce statut reconnu d'artiste est la monographie de Giorgio Vasari, Le Vite delle più eccellenti pittori, scultori, ed architettori (« Les Vies des meilleurs peintres, sculpteurs et architectes »), publiée en 1550, célébrant l'art de la Renaissance dans son plein épanouissement. Vasari, travaillant lui-même sous le patronage du grand duc Cosme Ier de Toscane, avait d'ailleurs tendance à privilégier les architectes de sa ville, Florence, leur attribuant toutes les innovations, et négligeant largement ceux d'autres cités. L'importance de l'ouvrage de Vasari est liée à sa capacité à consolider la réputation d'un artiste sans que le public ait à voir lui-même les œuvres décrites. Son livre montre l'importance jouée par un média, un intermédiaire dans la reconnaissance et la célébrité des architectes.

### XIXesiècle: nouvelle typologie de bâtiments
Tandis que l'obtention d'un certain statut via le mécénat continue à se développer avec l'avènement du siècle des Lumières et du capitalisme (voir par exemple le cas de Christopher Wren qui joua un rôle prépondérant en Angleterre au XVIIe siècle auprès de la royauté anglaise, l'Église, et l'université d'Oxford), on assista au développement des prestations artistiques et architecturaux disponibles, si bien qu'avec le développement de l'industrie et de la classe moyenne, artistes et architectes se trouvèrent progressivement  en compétition pour l'obtention de mandats. Cependant, les architectes restèrent essentiellement au service de leurs clients. Alors que le romantisme et le modernisme prônaient l'individualisme dans les autres arts, l'architecture progressa plutôt par l'innovation collective: amélioration du confort de vie général, meilleure ingénierie, création de nouveaux types de bâtiments comme, par exemple des usines, des gares ferroviaires et, plus tard, des aéroports, mais aussi résolution de problèmes publics (urbanisation, logements sociaux ou surpopulation). Certains architectes fourniront tout de même un travail artistique indépendant, à travers des courants comme l'art nouveau et l'art déco. Les héros de l'architecture moderne, tel Le Corbusier, devinrent populaires par leur façon de voir le travail d'architecture comme accompagnant l'évolution de la société.

### XXesiècle: célébrité médiatique
Cette notoriété parvient jusqu'à la grande presse : après la Seconde Guerre mondiale, le magazine Time a consacré à différentes reprises sa couverture à des architectes renommés comme Le Corbusier, Eero Saarinen, Frank Lloyd Wright, et Ludwig Mies van der Rohe. Plus récemment, Time a mis en lumière le travail de Philip Johnson, Peter Eisenman, Rem Koolhaas et Zaha Hadid. Eero Saarinen s'est spécialisé dans la conception de sièges pour les grandes compagnies américaines, comme General Motors, CBS et IBM. Ces entreprises utilisent le prestige de ces nouveaux bâtiments comme outils publicitaires ; c'est ainsi que dans les années 1950, General Motors photographiait déjà ses nouvelles voitures devant son siège de l'époque (Détroit). Les sociétés ont dès lors su mettre en valeur leurs bâtiments clés en s'appuyant sur la collaboration de starchitectes. Par exemple, le fabricant suisse de meubles Vitra, est connu pour avoir engagé Zaha Hadid, Tadao Ando, SANAA, Herzog & de Meuron, Álvaro Siza ou Frank Gehry pour développer son campus à Weil am Rhein, en Allemagne. Il en va de même pour la société de prêt-à-porter Prada, connue pour s'être assuré les services de Rem Koolhaas afin de concevoir ses magasins-phares à New York et Los Angeles. Au cours de l'histoire de l'architecture, ce sont les bâtiments publics qui ont été la principale source de prestige. Et cela reste vrai aujourd'hui encore : opéras, bibliothèques, hôtels de ville et surtout les musées sont les « nouvelles cathédrales » de notre époque[style à revoir].

## «Mesurer» la célébrité?
L'objectivité de la détermination du statut reste une question délicate. Toutefois, des chercheurs de l'université Clarkson ont mesuré le nombre de clics sur le moteur de recherches Google, pour mesurer le niveau du statut et de la célébrité afin « d'établir une définition mathématique précise de la renommée, tant dans les sciences que dans la société en général ».

## Prix et distinctions
Bien que peu d'architectes soient connus du grand public, les starchitectes sont tenus en haute estime par leurs pairs et les médias spécialisés. À preuve de ce nouveau statut, non seulement les mandats  prestigieux qu'ils obtiennent, mais différents prix qu'ils peuvent recevoir, comme le Prix Pritzker, décerné depuis 1979, dont la procédure d'attribution s'inspire du Prix Nobel.
Dans son livre Architecture and its interpretation (1979, édition originale espagnole en 1975), Juan Pablo Bonta avance une théorie expliquant comment les architectes et leurs œuvres atteignent la postérité. Il soutient qu'un bâtiment et son architecte acquièrent un statut d'icône lorsque critiques et historiens se rejoignent durablement sur une interprétation du nouvel ouvrage, interprétation qui ne sera pas remise en question durant une période significative. Un texte reconnu et considéré comme canonique qui cite un architecte ne peut que renforcer sa célébrité. Par exemple, dans la première édition de son livre Espace, temps, architecture (en)(1949), Siegfried Giedion ne mentionna aucunement l'architecte finlandais Alvar Aalto. Dans la deuxième édition, il lui accorda plus d'attention qu'à tout autre architecte, y compris Le Corbusier, qui jusque-là était considéré comme l'architecte moderne le plus important.
Cependant, il existe une différence entre statut canonique (et passer ainsi à la postérité) et starchitecte :  en effet, comme une partie de « l'effet waouh » provoqué par le terme stararchitecte dépend de la visibilité médiatique du moment, le mot s'utilise uniquement pour qualifier des architectes en exercice.

## Stararchitectes actuels
- Frank Gehry
- Álvaro Siza Vieira
- Massimiliano Fuksas
- Kazuyo Sejima and Ryue Nishizawa (SANAA)
- Sou Fujimoto
- David Childs (Skidmore, Owings & Merrill)
- Tadao Ando
- Norman Foster
- Jeanne Gang
- Nicholas Grimshaw
- Steven Holl
- Toyo Ito
- Rem Koolhaas
- Daniel Libeskind
- Greg Lynn
- Winy Maas (MVRDV)
- Thom Mayne (Morphosis)
- Richard Meier
- Herzog & de Meuron
- Rafael Moneo
- Jean Nouvel
- Renzo Piano
- Eduardo Souto de Moura
- Santiago Calatrava Valls
- William Pedersen (Kohn Pedersen Fox)
- Christian de Portzamparc
- Wolf D. Prix (Coop Himmelb(l)au)
- Robert Stern
- Richard Rogers
- Bernard Tschumi
- Rafael Viñoly
- Peter Zumthor
- Bjarke Ingels (BIG)